# Viktória (operett)
A Viktória Ábrahám Pál operettje, háromfelvonásos mű + előjáték. Földes Imre azonos című színdarabja alapján saját maga írta a dialógusokat (librettót), az ének-verseket Harmath Imre szerezte. A darabot ma Kállai István adaptációjában játsszák. Német címe: Viktoria und ihr Husar, a német verzió librettóját Alfred Grünwald, verseit Fritz Lohner Beda szerezte. Angol címe: Victoria and Her Hussar Harry Graham adaptációjában.
A darab rengeteg helyszínen és szereplővel játszódik, és az egzotikumot, japán zenét vegyíti a magyaros és dzsesszes hangzással.

## Szereplők
| Szereplő | Hangfekvés               |
| --- | ------------------------ |
| John Cunlight, amerikai nagykövet | bariton                  |
| Viktória, a felesége | szoprán                  |
| Ferri gróf, Viktória testvére | buffo tenor              |
| O Lia San, Ferri menyasszonya | szubrett, könnyű szoprán |
| Riquette, Viktória szobalánya | szubrett, könnyű szopran |
| Koltay István, huszárfőhadnagy | tenor                    |
| Rácz Jancsi, tisztiszolga | tenor                    |
| Pörkölty Béla, Dorozsma polgármestere | bariton                  |
| egy japán pap | bariton                  |
| Tokeramo Yagani, japán attasé | prózai szerep            |
| orosz tiszt | prózai szerep            |
| japán szolga | prózai szerep            |
| kozák őr | prózai szerep            |
| Énekkar: kozákok, kínai cselédség, kínai papok, amerikai tisztek, magyar huszárok, lakodalmas nép. Tánckar: követségi alkalmazottak, huszárok, parasztfiúk és lányok. |                          |

ZENEKAR
Egy fuvola, egy oboa, két klarinét, egy fagott, két kürt, két trombita, három harsona, egy hárfa, egy tuba, egy celeszta, egy lap steel gitár, hawaii gitár ütőhangszerek és vonósok.

## Cselekménye
- Helyszín: Szibéria, Tokió, Szentpétervár és Dorozsma
- Idő: I világháború után

### Prolog
Szibériai táj, 1917-ben
Koltay István és Viktória grófnő a világháború kitörése előtt boldog szerelemben éltek Dorozsmán.A fiúnak azonban be kellett vonulnia, Viktória pedig megígérte, hogy a felesége lesz, ha visszatér. István, immár mint huszárfőhadnagy orosz fogságba esett. Szibériába került, ahol többekkel együtt szökni próbált, de elfogták, és halálra ítélték. A kivégzés előtti éjszakán tisztiszolgája, Jancsi hegedűszóval igyekszik felvidítani gazdáját, s játékával felidézi számára a dorozsmai szép napokat. A hegedű megtetszik a kozák őrnek -Stradivarinak nézi – , s a hangszerért cserébe futni hagyja mindkettejüket.

### Első felvonás
Az amerikai nagykövet tokiói rezidenciája 1921-ben.
Viktória hosszú ideig várta vissza kedvesét, de mert halálhíre kelt, hosszas unszolásra elfogadta az amerikai diplomata, John Cunlight házassági ajánlatát, s a felesége lett. Cunlightot időközben tokiói nagykövetté nevezték ki, s éppen az ő rezidenciáján kopogtat be a két szökevény, menedéket kérve. Koltayék nem véletlenül kerülnek a nagykövetségre. István egy alkalommal Viktóriát vélte felismerni egy elsuhanó kocsiban, s azután egészen e házig követték a nyomát. Tisztázni szeretné, valóban az imádott nőt láthatta-e, s ha igen, hogy került ide, a távoli országba: álnéven, Csáky főhadnagyként mutatkozik be. Cunlight szívesen fogadja felesége honfitársait, sőt felajánlja, hogy mivel megbízatása napokon belül lejár és továbbutazik új állomáshelyére Szentpétervárra, mint a követség alkalmazottait, magával viszi őket is. A házban éppen a búcsúfogadásra készülnek, s Koltay a ház asszonyaként Viktóriával találja szembe magát. Jancsi ezalatt Viktória szobalányával, Riquette-tel köt ismeretséget, s azonnal beleszeret a tűzrőlpattant szobacicába. A követségi csapat Koltayékon kívül még egy fővel gyarapodik: Feri gróf, Viktória fivére beleszeretett a szép japán lányba, Lia Sanba, s hogy velük tarthasson, japán szertartás szerint feleségül veszi.

### Második felvonás
Az amerikai követség Moszkvában, 1921-ben.
Viktória kerüli a találkozást egykori szerelmével: még mindig őt szereti, de esküje Cunlighthoz köti. Kérleli férjét, adjon diplomata-útlevelet a menekülteknek, és segítsen visszajutniuk Magyarországra. A helyzet úgy hozza, hogy a szerelmesek mégis találkoznak, s bár Koltay kérleli, hogy szökjön vele, az asszony sem akarja cserben hagyni férjét. Egy orosz tiszt kopogtat a nagykövetségen, kezében a paranccsal: a nagykövetnek át kell adnia a házába befogadott menekülteket, a zendülésért halálra ítélt Koltay főhadnagyot és tisztiszolgáját. A nagykövet ekkor döbben rá, hogy akinek menedéket kínált, az felesége egykori udvarlója, e tekintetben tehát szerelmi vetélytársa. Mégis, személyes sérelmén felülkerekedne megtagadja a parancs teljesítését. Koltay azonban Viktóriát a maga számára véglegesen elvesztettnek gondolva, önként az oroszok kezére adja magát. Viktória ájultan esik össze szerelmese elfogása láttán. Cunlight számára most válik nyilvánvalóvá: felesége szíve még mindig Koltayért dobog. Figyelmezteti feleségét, hogy egykor megállapodtak, ha bármikor úgy gondolják, hogy terheli valami kapcsolatukat, békésen elválnak egymástól. Úgy érzi, most ilyen helyzet állt elő, ezért visszaadja menyasszonya szabadságát.

### Harmadik felvonás
Dorozsma főtere, 1922-ben.

Egy év telt el. Viktoria az idő múlásával elvált a férjétől, és egy hosszú világ körüli út után visszatér szülőfalujába. Itt újra találkozik a testvérével, Ferivel és egykori szobalányával, Riquette-tel. A hagyományos szüreti fesztivált ünneplik épp. Az a régi szokás, hogy három pár köt házasságot a fesztivál idején. Feri és O Lia San valamint Riquette és Jancsi is tervezi, hogy összeházasodnak. Csak egy harmadik pár hiányzik, ezért Feri azt javasolja, hogy John Cunlight csatlakozzon hozzájuk. Ő Magyarországon nagykövet lett, és közel van a főváros. Ily módon Viktoria másodszor is feleségül mehet John-hoz, mivel különválásuk elhamarkodott lépés volt, amit a legjobb gyorsan helyrehozni. Amikor John Cunlight megérkezik, Viktoria készen áll arra, hogy egy második esélyt adjon neki. Az ő nagy meglepetésére azonban szeretett huszárja ismét megjelenik. Azt látja, hogy, John nem is ideges, csak szelíden mosolyog, Viktória rájön az igazságra, hogy egykori férje mindent elrendezett. Annyira szereti őt, hogy szívesen tette mindezt, azért, hogy örömet okozzon neki, még akkor is, ha őt el is hagyja. Régi szokások szerint három boldog pár mondja ki egymásnak a boldogító igent.

## Operettslágerek
- Csak egy kislány van a világon...
- Lesz e úgy, mint valamikor rég (Nem forog már Dorozsmán az öreg szélmalom...)
- Honvéd banda
- Pardon Madame
- Ahol az ember felmászik a fára
- Good night
- Mausie
- Édes mamám
- Búcsúzom good bye (Viktória belépője)
- Tyúkocskám

## Bemutatók
- Premier:1930. február 21., Király Színház, Budapest
- 1930. július 7. Lipcse, Neues Theater, Németország
- 1930. augusztus 15. Metropoltheater, Berlin, Németország
- 1930. december 23. Theater an der Wien, Bécs, Ausztria
- 1931. szeptember 17. London Palace Theatre, London, Nagy Britannia
- 1932. december 26. Moulin Rouge, Párizs, Franciaország (Victoria et son hussard)
- 2000. október 27., Szigligeti Színház, Szolnok
- 2001. március 30., Gárdonyi Géza Színház, Eger
- 2004. március 5., Békéscsabai Jókai Színház, Békéscsaba
- 1960., 1973., és 2016. július 7.: Seefestspiele Mörbisch – Fertőmeggyes, Burgenlandi Ünnepi Hetek, Ausztria
- 2008., 2018. Kolozsvári Magyar Opera, Románia
- 2008. április 19. Magyar Lovas Színház, Komárom
- 2008. június 20., Városmajori Szabadtéri Színpad, Budapest
- 2012. Stadttheater Gießen, (operettfelújítás) Németország
- 1990., 2012. október 19., Budapesti Operettszínház
- 2011. Coburger Sommeroperette, Bajorország, Coburg, Németország
- 2012. december 8. Operette Sirnach, Sirnach, Svájc
- 2013. Csiki Játékszín, Románia
- 2013. november 2. Blumenegghalle Ludesch, Ludesch, Ausztria
- 2015. október 10. Landestheater Linz, Linz, Ausztria
- 2016. július 7. Seefestspiele Mörbisch (Fertőmeggyesi Operettfesztivál), Ausztria
- 2016. szeptember 23. Miskolci Nemzeti Színház
- 2016. június 16., 2018. január 27. Müchen, Gärtnerplatztheater, Németország
- 2016. Bei Theater und Philharmonie Thüringen, Gera és Altenburg, Németország
- 2017. február 10. Hamburger Engelsaal, Hamburg, Németország
- 2017. Bukaresti Nemzeti Operettszínház, Románia
- 2017. május 21. Fedák Sári Színház, Soroksár, Budapest
- 2018. december 15. Theater Hof, Bajorország, Hof, Németország
- 2018. december 23. Komische Oper Berlin, Berlin, Németország (koncertelőadás)
- 2021. 07. 31. Eger – Agria Játékok, majd 2021. augusztus 7. Szarvasi Vizi Színház, Szarvas, Magyarország – A Békéscsabai Jókai Színház és a Magyar Zenés Színház koprodukciós előadása
- 2021. november 20. Bühnen Halle, Halle, Szász-Anhalt, Németország
- 2022. február 5. Stadttheater Bremerhaven, Bréma Szabad Hanza-város tartományban
- 2022. december 16., Veszprémi Petőfi Színház, Veszprém
- 2023. március 26. Fedák Sári Színház, Soroksár, Budapest, koncert-operett
- 2023. július 7. Theater und Orchester Neubrandenburg Neustrelitz, Neustrelitz, Mecklenburg-Elő-Pomeránia tartomány, Németország
- 2024. október 6. Die Bühne Baden in Niederösterreich, (operettváltozat gyerekeknek)  Baden/Niederösterreich, Alsó-Ausztria, Ausztria
- 2024. december 14.  Bühne Baden,Stadttheater Baden, Baden bei Wien, Ausztria
- 2024. december 31. Szigligeti Színház, Nagyvárad, Románia
- 2025. április 5. Theater Chemnitz, Chemnitz, Szászország, Németország
- 2025. április 11. Csokonai Nemzeti Színház Debrecen, Debrecen

## Megfilmesítések
- 1931 Viktoria und ihr Husar – német film – rendező: Richard Oswald[1]
- 1954 Viktoria und ihr Husar – NSZK film – rendező: Rudolf Schündler
- 1963 Viktoria ja hänen husaarinsa – finn TV mozi – rendező: Tommi Rinne
- 1975: Viktoria und ihr Husar – NSZK TV mozi – rendező: Eugen York[2]

## Külső hivatkozások
- Viktória
- Viktória and Her Hussar (angolul)
- Winkler Gábor: Operett – Szubjektív kalauz egy varázslatos világban című könyv I kötet 54-55. oldal, 2015, Tudomány Kiadó Kft.